# جوش ماجيت
جوش ماجيت (بالإنجليزية: Josh Magette)‏ مواليد 28 نوفمبر 1989 في برمنغهام، هو لاعب كرة سلة أمريكي. بدأ مسيرته الاحترافية في سنة 2012. يلعب مع لوس أنجلوس ديفيندرز في دوري الرابطة الوطنية لفئة التطوير كلاعب هجوم خلفي. يحمل الرقم 9. يبلغ طوله 6 قدم 1 بوصة (1.9 م).

## روابط خارجية
- جوش ماجيت على موقع إن بي أي (الإنجليزية)
- جوش ماجيت على موقع سبورتس رفرنس (الإنجليزية)
- جوش ماجيت على موقع كرة السلة الأوروبية.كوم (الإنجليزية)
- جوش ماجيت على موقع ريلجم (الإنجليزية)
- جوش ماجيت على موقع بروبوليرز (الإنجليزية)
- جوش ماجيت على موقع سبورتس رفرنس (الإنجليزية)
- جوش ماجيت على موقع سبورتس رفرنس (الإنجليزية)